# Thymoites cravilus
Thymoites cravilus là một loài nhện trong họ Theridiidae.
Loài này thuộc chi Thymoites. Thymoites cravilus được miêu tả năm 1992 bởi Marques & Buckup.